# Jet Time
Jettime är ett danskt flygbolag. Bolaget säljer inte passagerarbiljetter själva, utan utför flygningar primärt åt charterarrangörer. Jet Time flyger åt ett antal svenska och danska charterarrangörer, till typiska turistdestinationer. En växande andel av verksamheten består av så kallad ACMI-verksamhet där bolaget hyr ut kapacitet åt kunder, ofta flygbolag med reguljär linjeverksamhet.  
Flygplanflottan bestod av enbart Boeing 737-700/800 . Jet Time opererade för Scandinavian Airlines från 2013 till september 2017. Bolaget opererade då med flygplantypen ATR 72. Jet Time valde att återgå till sin grundtanke med att endast utföra charterflygningar, och att inte längre utföra flygningar med last och för bolaget Scandinavian Airlines. Jet Time valde att gå den vägen på grund av finansiella anledningar. 
2014 grundades det finska dotterbolaget Jet Time OY med bas i Helsingfors och två Boeing 737. 
I juni 2019 bestod Jet Times flotta av följande flygplan:
| Typ            | I trafik | Order | Passagerare | Noteringar |  |
| -------------- | -------- | ----- | ----------- | ---------- |  |
| Boeing 737-700 | 6        | —     | 148         |            |  |
| Boeing 737-800 | 4        | —     | 189         |            |  |
| Total          | 10       | —     |             |            |  |

Jettime gick i konkurs i juli 2020 men startade åter verksamheten hösten 2021